# Wireless eXtended Range Electronic Projectile
Das Wireless eXtended Range Electronic Projectile (XREP) ist ein Elektroschockprojektil, das vom US-amerikanischen Hersteller Taser International entwickelt wurde.

## Beschreibung
XREP-Geschosse können mit einem handelsüblichen Schrotgewehr im Kaliber 12 abgeschossen werden und haben eine Einsatzreichweite bis etwa 30 m. Das Projektil stellt beim Auftreffen auf den menschlichen Körper mehrere elektrische Kontakte zur Haut her, über die per Mikrocontroller gesteuerte Spannungsimpulse von bis zu 500 Volt und ein Strom von 1,3 Milliampere für 20 Sekunden übertragen werden. Bei einem Versuch der Zielperson, das Geschoss mit der Hand zu entfernen, wird ein Stromkreis von der Elektrode am Kopf des Geschosses über den Arm geschlossen, was die Wirkung der Spannungsimpulse noch verstärkt. 2012 wurde der Verkauf eingestellt, da das Produkt teuer war und nicht genügend (kommerzielle) Käufer fand.
Die Kosten lagen bei etwa 100 US-Dollar pro Schuss.
Mit Thor Shield, einem speziellen Polyester-Stoff von G2 Consulting, gibt es auch Schutzkleidung, die vollständig vor nichttödlichen Elektroschockwaffen schützen soll. Der Verkauf der Kleidung ist auf das Militär und staatliche Sicherheitskräfte beschränkt.